# 東京都立神経病院
東京都立神経病院（とうきょうとりつしんけいびょういん）は、東京都府中市にある医療機関。地方独立行政法人東京都立病院機構が運営する病院である。脳神経系疾患の入院専門病院であり、外来は隣接する東京都立多摩総合医療センターを受診することになる。
名前から、精神疾患の病院と混同されることがあるが、扱うのは神経学分野の神経難病である。

## 沿革
1980年7月1日、当時の東京都立府中病院の敷地の一部を使用して開設される。建物は10階建てであり、5階に集中治療室、6階から10階に病室、5階以下に各診療部門等が配置されている。周辺には東京都立多摩総合医療センター、東京都立小児総合医療センター、東京都立府中療育センター、神経科学総合研究所、東京都立府中看護専門学校があり、「府中キャンパス」と呼称される。最初は府中病院の神経内科病棟を移転させて64床を開設し、1985年7月までに296床を開設している。
1998年3月9日には日本医療機能評価機構の病院機能評価（一般病院種別B）を受け、以後認定を更新している。また2002年2月に東京都神経難病医療拠点病院の認定を受けている。
2010年7月1日、東京都（病院経営本部）から地方独立行政法人東京都立病院機構に移行。

## 診療科目
| （院内標榜） - 脳神経内科 - 神経精神科 - 神経小児科 - 脳神経外科 - 神経眼科 - 神経耳科 | - リハビリテーション科 - 神経放射線科 - 麻酔科 - 歯科 |

## 医療機関の指定等
- 保険医療機関
- 労災保険指定医療機関
- 指定自立支援医療機関（更生医療・育成医療・精神通院医療）
- 身体障害者福祉法指定医の配置されている医療機関
- 原子爆弾被害者医療指定医療機関
- 臨床修練指定病院
- 日本内科学会教育特殊施設
- 日本神経学会専門医制度における教育施設
- 日本脳神経外科学会専門医訓練施設
- 日本脊髄外科学会認定訓練施設
- 日本てんかん外科学会研修施設
- 日本リハビリテーション医学会研修施設
- 日本プライマリ・ケア学会認定医研修施設
- 麻酔科認定病院
- 小児神経学会小児神経科専門医制度研修施設
- 日本精神神経学会精神科専門医研修施設

## 交通アクセス
- JR中央線国立駅南口から京王バス中央国03系統総合医療センター経由府中駅行で総合医療センター下車
- JR中央線・武蔵野線西国分寺駅から京王バス中央西国01系統総合医療センター行で総合医療センター下車、または徒歩20分
- JR中央線ほか国分寺駅から京王バス中央寺85系統総合医療センター行で総合医療センター下車
- 京王線府中駅から京王バス中央国03系統総合医療センター経由国立駅行で総合医療センター下車

午前7時以前及び午後8時以降は多摩総合医療センターに向けたバスが無いため、手前の武蔵台養護学校前バス停で下車する。